# Heaven or Las Vegas
Heaven or Las Vegas -En español: Paraíso o Las Vegas- es el sexto álbum de estudio de la banda de dream pop británica Cocteau Twins. Fue lanzado el 17 de septiembre de 1990 por el sello independiente 4AD y distribuido por Capitol Records. Es considerado su mejor trabajo en los Estados Unidos, después de Blue Bell Knoll, de 1988. 
El ábum alcanzó el séptimo puesto en el UK Albums Chart y el número 99 en el Billboard 200, convirtiéndose en el trabajo musical comercialmente más exitoso de la banda, vendiendo alrededor de 235.000 copias para 1996, según Billboard. Contiene los exitosos sencillos Heaven or Las Vegas y Iceblink Luck.
En 2005, Heaven or Las Vegas fue incluido en el libro 1001 discos que hay que escuchar antes de morir. En el 2020 el álbum fue incluido en la lista de los 500 mejores álbumes de todos los tiempos, de la revista Rolling Stone, ocupando el puesto 245.

## Lista de canciones
| N.º | Título                               | Duración |  |
| 1.  | «Cherry-Coloured Funk»               | 3:12     |  |
| 2.  | «Pitch the Baby»                     | 3:14     |  |
| 3.  | «Iceblink Luck»                      | 3:18     |  |
| 4.  | «Fifty-Fifty Clown»                  | 3:17     |  |
| 5.  | «Heaven or Las Vegas»                | 4:58     |  |
| 6.  | «I Wear Your Ring»                   | 3:29     |  |
| 7.  | «Fotzepolitic»                       | 3:30     |  |
| 8.  | «Wolf in the Breast»                 | 3:31     |  |
| 9.  | «Road, River and Rail»               | 3:21     |  |
| 10. | «Frou-Frou Foxes in Midsummer Fires» | 5:48     |  |